# Stefanie van der Gragt
Stefanie van der Gragt (* 16. August 1992 in Heerhugowaard) ist eine niederländische ehemalige Fußballnationalspielerin, die zuletzt bei Inter Mailand spielte und aktuell technische Managerin beim AZ Alkmaar ist.

## Karriere

### Vereine
Van der Gragt begann beim – in ihrem Geburtsort ansässigen – VV Reiger Boys mit dem Fußballspielen, setzte es bei den Kolping Boys fort, bevor sie mit 17 Jahren vom Erstligisten AZ Alkmaar verpflichtet wurde. In zwei Spielzeiten wurde sie nur siebenmal im Ligaspielbetrieb und einmal im Sechzehntelfinale der Champions League 2009/10 eingesetzt, in der sie mit der Mannschaft nach Hin- und Rückspiel mit 2:3 gegen Brøndby IF aus dem Wettbewerb ausschied. Der Rückzug von AZ Alkmaar aus der Eredivisie wegen finanzieller Probleme, veranlasste sie zum SC Telstar VVNH zu wechseln. Für den Verein absolvierte sie in vier Spielzeiten 86 Punktspiele, in denen sie 13 Tore erzielte. Zur Saison 2015/16 wurde sie vom Erstligisten FC Twente verpflichtet, für den sie zwei Tore in 21 Punktspielen erzielte.
Zur Saison 2016/17 wurde sie vom deutschen Meister FC Bayern München verpflichtet, der sie mit einem bis zum 30. Juni 2018 laufenden Vertrag ausstattete. Ihr Pflichtspieldebüt gab sie am 10. September 2016 (2. Spieltag) beim 1:0-Sieg im Bundesligaauswärtsspiel gegen den FF USV Jena. Am Saisonende 2016/17 wurde sie nach nur einer Spielzeit für den FC Bayern München verabschiedet. Sie unterschrieb am 16. Juni 2017 bei Ajax Amsterdam. Ihr Debüt gab sie am 3. September 2017 (1. Spieltag) beim 2:0-Sieg im Heimspiel gegen Archilles '29; ihr erstes Tor erzielte sie am 27. Oktober 2017 (6. Spieltag) beim 2:0-Sieg im Auswärtsspiel gegen AZ Alkmaar mit dem Führungstor in der Nachspielzeit der ersten Halbzeit. Am 4. Juni 2018 folgte sie Lieke Martens zum FC Barcelona. Mit Barcelona erreichte sie im Mai 2019 das Finale der UEFA Women’s Champions League 2018/19, verlor dieses aber mit 1:4 gegen Titelverteidiger Olympique Lyon.
Nach zwei Jahren in Spanien kehrte van der Gragt zur Saison 2020/21 zu Ajax Amsterdam zurück. In der UEFA Women’s Champions League 2020/21 schied sie mit Ajax im Sechzehntelfinale nach zwei Niederlagen (1:3 und 0:3) gegen Bayern München aus. Als „nur“ Dritter der Saison 2020/21 wurde die Qualifikation zur UEFA Women’s Champions League 2021/22 verpasst.
Im Sommer 2022 wechselte sie zu Inter Mailand.
Nach der WM 2023 wurde sie Technische Managerin beim AZ Alkmaar.

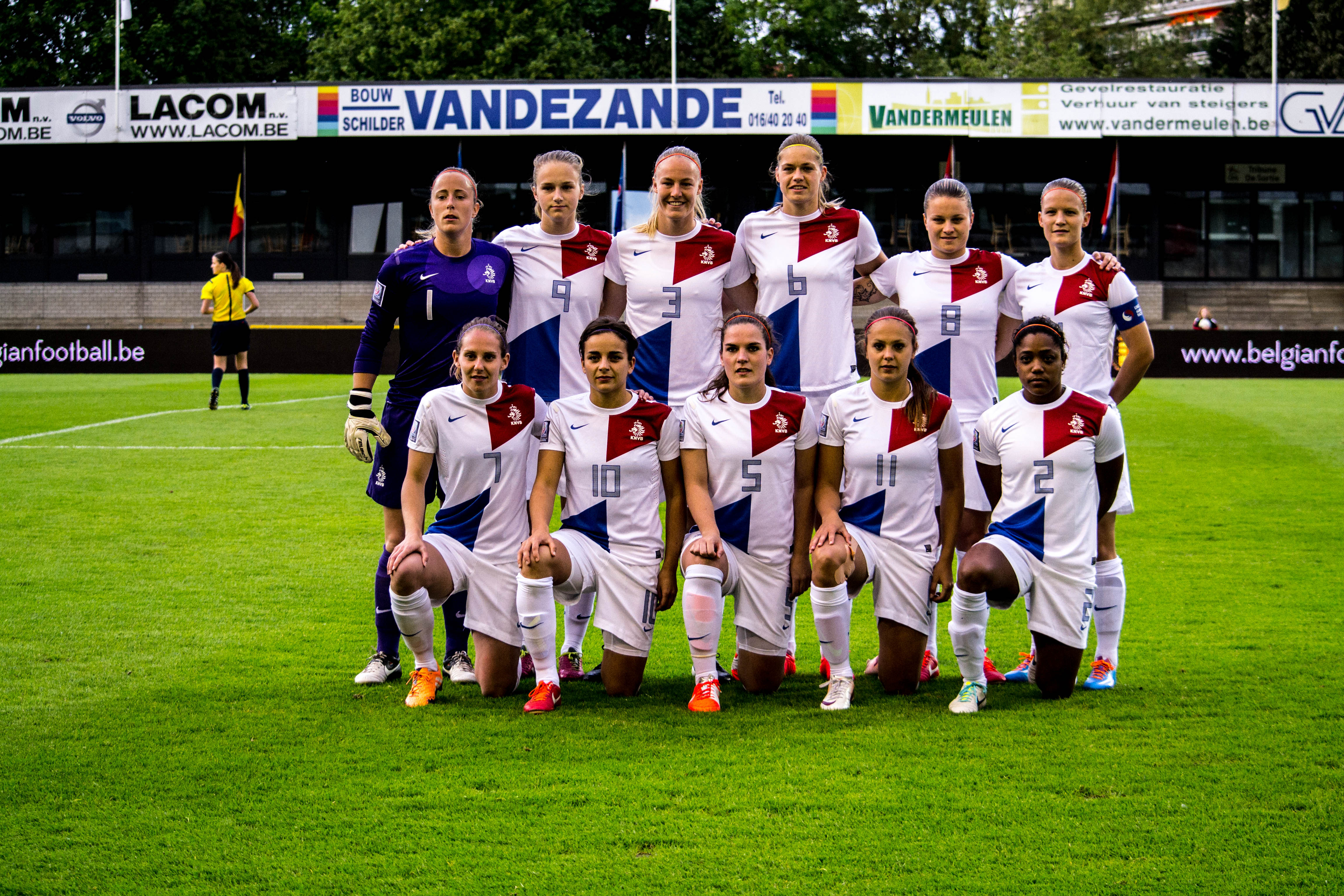
Stefanie van der Gragt (Nr. 3) mit der Elftal am 7. Mai 2014 vor dem Spiel gegen Belgien

### Nationalmannschaften
Mit der U-17-Mannschaft nahm van der Gragt an der Qualifikation zur Europameisterschaft 2008 teil. Nach der ersten Runde in Polen qualifizierte sie sich mit der Auswahlmannschaft gemeinsam mit den Gastgeberinnen für die zweite Runde. In der zweiten Runde in Tschechien waren dann die jungen Engländerinnen stärker. Im Oktober nahm sie dann nochmals mit der U-17-Mannschaft an der Qualifikation für die U-17-EM 2009 teil und erreichte in der Türkei die zweite Runde. Bei der im März 2009 ausgetragenen zweiten Runde waren dann die jungen Französinnen stärker. Für van der Gragt endete damit die Zeit in der U-17-Elftal. Einen Monat später nahm sie mit der U-19-Mannschaft an der zweiten Runde der Qualifikation für die U-19-EM 2009 teil, scheiterte aber an der Auswahlmannschaft der Schweiz. Im September 2009 startete die U-19 einen neuen Anlauf und nutzte den Heimvorteil beim Miniturnier um sich gemeinsam mit Polen für die zweite Runde zu qualifizieren. In der zweiten Runde, in der sich die Mannschaft für die Endrunde qualifizierte, kam sie nicht zum Einsatz. Bei der Endrunde in Mazedonien erreichte sie mit der Mannschaft das Halbfinale gegen die Auswahl Englands. Da beide Mannschaften kein Tor erzielen konnten, musste das Elfmeterschießen über den Finaleinzug entscheiden: van der Gragt konnte zwar als letzte Niederländerin ihren Elfmeter verwandeln, da aber zuvor ihre Mitspielerin Siri Worm keinen Erfolg hatte, während alle Engländerinnen trafen, waren die Oranjes ausgeschieden. Im September nahm sie dann nochmals an der ersten Runde der Qualifikation für die U-19-EM 2011 teil und qualifizierte sich gemeinsam mit dem norwegischen Gastgeber für die zweite Runde. Für van der Gragt endete damit jedoch die Zeit in der Altersklasse der U-19.
Am 8. März 2013 trug van der Gragt beim Zypern-Cup 2013 im Gruppenspiel gegen die Auswahl der Schweiz erstmals das Trikot der A-Nationalmannschaft des Niederländischen Fußballverbands. Sie kam auch im Spiel um Platz 5 gegen die Auswahl Schottlands zum Einsatz. Für die EM 2013 wurde sie jedoch nicht nominiert. 2014 wurde sie dann im ersten WM-Qualifikationsspiel des Jahres gegen die Auswahl Belgiens eingesetzt und auch im Turnier um den Zypern-Cup 2014, in dem sie in zwei Gruppenspielen und dem Spiel um Platz 9 eingesetzt wurde. Danach war sie Stammspielerin und wurde in allen folgenden Qualifikationsspielen zur WM 2015 eingesetzt. Im September 2014 wurde die WM-Qualifikation auf Platz 2 hinter der Auswahl Norwegens abgeschlossen. Die Niederländerinnen mussten daher in die Ausscheidungsspiele der vier besten Gruppenzweiten und setzten sich dabei gegen die Auswahlen Schottlands und Italiens durch, womit sie sich erstmals für die WM qualifizierten. Im Turnier um den Zypern-Cup 2015 konnten die Qualifikationsleistungen dann nicht bestätigt werden und sie verloren beispielsweise das Spiel um Platz 7 gegen die Auswahl Schottlands, gegen die sie sich in den WM-Playoffs noch hatten durchsetzen können. Am 15. April 2015 wurde sie zunächst in den vorläufigen Kader, am 10. Mai in den endgültigen Kader für die WM 2015 berufen. Bei der WM kam sie in den vier Spielen der Niederländerinnen zum Einsatz, wobei sie keine Minute verpasste, aber nach einer 1:2-Niederlage gegen Japan im Achtelfinale ausschied.
Bei der Heim-EM 2017 kam sie in allen sechs Spielen ihrer Mannschaft zum Einsatz, wobei sie viermal in der Startelf stand und im gewonnenen Finale gegen Dänemark über 90 Minuten mitspielte.
In der anschließenden Qualifikation für die WM 2019 wurde sie in sechs Gruppenspielen eingesetzt und erzielte dabei zwei Tore. Als Gruppenzweite mussten die Niederländerinnen in die Playoffs, wo sie nicht eingesetzt wurde. Ihre Mannschaft konnte sich dann das letzte europäische WM-Ticket sichern. Bei der WM kam sie im Gruppenspiel gegen Neuseeland und den vier Spielen der K.-o.-Runde zum Einsatz und erzielte im Viertelfinale gegen Italien das Tor zum 2:0-Endstand. Die Niederländerinnen qualifizierten sich damit erstmals für die Olympischen Spiele und erreichten dann auch das Finale, wo sie gegen Titelverteidiger USA mit 0:2 unterlagen.
Für das vom 21. Juli bis 7. August 2021 in Japan stattgefundene olympische Fußballturnier 2020 wurde sie für den Nationalmannschaftskader nominiert. Sie wurde in den ersten beiden Gruppenspielen und im Viertelfinale gegen die USA eingesetzt, das mit 2:4 im Elfmeterschießen verloren wurde. In den ersten sieben Spielen der Qualifikation für die WM 2023 wurde sie sechsmal eingesetzt, verpasste dabei keine Minute und erzielte ein Tor in der dritten Minute der Nachspielzeit zum 2:2 gegen Tschechien.
Am 31. Mai wurde sie für die EM-Endrunde nominiert. Bei der EM kam sie in den drei Gruppenspielen und im Viertelfinale zum Einsatz, das in der Verlängerung gegen Frankreich verloren wurde. Im Gruppenspiel gegen Portugal erzielte sie ein Tor.
Auch im letzten Spiel der Qualifikation für die WM 2023 gegen Island stand sie in der Startelf. Durch ein Tor in der Nachspielzeit gewannen die Niederländerinnen mit 1:0 und qualifizierten sich damit für die WM-Endrunde.
Am 7. April 2023 bestritt sie beim Freundschaftsspiel gegen Deutschland ihr 100. Länderspiel. Am 18. April kündigte sie an, ihre Profikarriere nach der WM zu beenden.
Am 30. Juni 2023 wurde sie für die Endrunde nominiert, kam in jedem der fünf Spiele ihres Teams zum Einsatz und schied mit ihrer Mannschaft im Viertelfinale gegen die Spanierinnen nach Verlängerung aus. Sie erzielte zwei Tore bei dem Turnier.

## Erfolge
- 2009/10, 2015/16, 2017/18: Niederländische Meisterin
- 2010/11, 2017/18, 2021/22: Niederländische Pokalsiegerin
- 2017: Europameisterin
- 2018: Algarve-Cup-Sieg (zusammen mit Schweden[18])
- 2018: Gewinn des Copa Catalunya Femenina
- 2019: Zweite der Weltmeisterschaft